# M'Ssici
M'Ssici (àrab مصيسي) és una comuna rural de la província de Tinghir de la regió de Drâa-Tafilalet. Segons el cens de 2014 tenia una població total de 6.174 persones.